# Barbro Walker
Barbro Jorid Britta Walker (* 1968) ist eine deutsche Pädagogin. Sie ist Professorin für Kindheitspädagogik an der Hochschule für soziale Arbeit und Pädagogik in Berlin.

## Werdegang
Walker studierte von 1988 bis 1992 Erziehungswissenschaft, Lehramt an Grundschulen und Psychologie in Frankfurt am Main und Darmstadt. Nach ihrem Referendariat absolvierte sie 1995 das zweite Staatsexamen für das Lehramt und erwarb 1996 ein Diplom in Erziehungswissenschaft. 2003 promovierte sie zur Dr. phil. Sie war als wissenschaftliche Angestellte bei Gabriele Faust und Jörg Schlömerkemper tätig und von 1998 bis 2002 Regionalleiterin des deutschen Doktorandennetzwerks THESIS. Parallel zu ihrer Tätigkeit als Lehrerin und Mentorin für Lehramtsreferendare im Schuldienst des Landes Hessen war sie von 2008 bis 2012 Fachberaterin für Neurowissenschaft und Lernen am Staatlichen Schulamt Darmstadt. Von 2010 bis 2013 war sie Dozentin für pädagogische Fachkräfte bei der Gewerkschaft für Erziehung und Wissenschaft. 2011 wurde Walker an das Hessische Kultusministerium abgeordnet, um eine Qualifizierungsmaßnahme für Lehrkräfte, Sozialpädagogen und Kita-Fachkräfte zum Thema „Selbstregulative Kompetenzen“ durchzuführen. Von 2014 bis 2017 war Walker akademische Mitarbeiterin und Habilitandin am Institut für Bildung im Kindes- und Jugendalter der Universität Koblenz-Landau, ab 2015 zusätzlich Lehrbeauftragte am Institut für Erziehungswissenschaft an der Pädagogischen Hochschule Heidelberg. Seit 2017 ist sie Professorin für Kindheitspädagogik an der Hochschule für soziale Arbeit und Pädagogik (frühere Bezeichnung: Hochschule für angewandte Pädagogik) in Berlin und Studiengangsleiterin des Studiengangs Kindheitspädagogik.

## Forschungsschwerpunkte
Walker beschäftigt sich mit neurowissenschaftlichen und pädagogisch-anthropologischen Grundlagen von Lernprozessen im Kindesalter (0–10 Jahren) sowie mit der Entwicklung und Bedeutung selbstregulativer Kompetenzen im Vorschulalter. Einen weiteren Schwerpunkt ihrer Arbeit bilden Lern- und Verhaltensschwierigkeiten im Vor- und Grundschulalter, wobei vor allem die Problematik der Medizinisierung durch diagnostische Kategorien und Konstrukte betrachtet werden. Walker setzt sich zudem kritisch mit Lern- und Neuromythen in der Pädagogik einschließlich esoterischer und/oder pseudowissenschaftlicher Förderansätze und Therapien für Kinder wie z. B. „Brain-Gym“, „KiSS“ oder „Indigo-Kinder“ auseinander. Sie beschäftigt sich mit der Lern- und Entwicklungspsychologie des Kindesalters, wobei die Entwicklung sozialer Kognitionen im Fokus ihres Interesses stehen. Die Unterrichtsqualität in der Grundschule ist ein weiterer Schwerpunkt ihrer Arbeit.

## Funktionen
Walker ist Mitglied der Deutschen Gesellschaft für Erziehungswissenschaft (DGfE) und im Deutschen Hochschulverband (DHV). Sie ist zudem Mitglied des Wissenschaftsrats der Gesellschaft zur Wissenschaftlichen Untersuchung von Parawissenschaften (GWUP). Bis 2017 war sie Redakteurin und Gutachterin der Zeitschrift für Grundschulforschung.

## Publikationen (Auswahl)
- Barbro Walker: Lernerfahrungen in der Orientierungsveranstaltung für Studierende des Lehramtes an Grundschulen. In: L-News, Zeitschrift für Lehramtsstudierende, Goethe-Universität, Frankfurt a. M. 1998, Nr. 6, S. 31–33.
- Jörg Schlömerkemper unter der Mitarbeit von Eva Pelkner, Barbro Walker u. a.: Schulprogramm und Evaluation in Hessen. Werkstattbericht über die wissenschaftliche Begleitung eines Vorhabens des Hessischen Kultusministeriums. In: peDOCS, 2002.
- Barbro Walker: Edu-Kinestetik – ein pädagogischer Heilsweg? Eine kritische Analyse. Tectum-Verlag, Marburg 2004. ISBN 978-3-8288-8682-7.
- Barbro Walker: Aufklärung über pseudowissenschaftliche pädagogische Praktiken bundesweit mangelhaft. In: Skeptiker. Zeitschrift für Wissenschaft und kritisches Denken, Nr. 3, 2007, S. 136.
- Barbro Walker: Aufklärung Fehlanzeige. Zweifelhafte Angebote auf dem Lernhilfemarkt. In: Hessische Lehrerzeitung, Nr. 1, 2008, S. 27.
- Barbro Walker: „Alternative“ Therapien – Neue Heilsbringer bei kindlichen Lern- und Verhaltensschwierigkeiten? In: Religionsunterricht an berufsbildenden Schulen, Nr. 1, 2012, S. 10f.
- Christ, U./ Walker, B. (2012): Individuelle Förderung in der Grundschule. In: Hessisches Kultusministerium (Hrsg.): Individuelle Förderung – Individualisiertes Lernen. Orientierungsgrundlagen zum Umgang mit Heterogenität in Unterrichts- und Schulentwicklung, 2012, S. 119–121.
- Barbro Walker: Vielbegabte Scanner-Persönlichkeiten? Mythen und Fakten zum Thema Hochbegabung. In: Skeptiker. Zeitschrift für Wissenschaft und kritisches Denken, März 2014, S. 139f.
- Barbro Walker: Die esoterische Verführung. Fragwürdige Therapien bei Verhaltensproblemen. In: Hessische Lehrerzeitung, November 2014, S. 22f.
- Barbro Walker: Selbstregulative Kompetenzen. In: SchulVerwaltung. Zeitschrift für Schulentwicklung und Schulmanagement. Ausgabe Bayern. Heft 05/2016, 39. Jg. Wolters Kluver Verlag 2016, S. 151–153.
- Barbro Walker: Baby-Zeichensprache – ein ratsamer Ansatz? In: Kita aktuell, Januar 2018, S. 13–14.
- Barbro Walker: Frühe Bildung auf dem Vormarsch. In: Jahrbuch der Technischen Jugendfreizeit- und Bildungsgesellschaft tjfbg. Berlin 2018. S. 130.